# 후에 조약 (1863년)
후에 조약(Treaty of Huế)은 1863년 4월 14일에 베트남 프랑스의 대표 사이에 서명되었다. 이 협약의 조건에 따라 토우라네(다낭), 발랏, 그리고 꽝옌 세 개의 베트남 항구가 문을 열었다. 게다가 기독교 선교 활동의 자유가 허용되었고, 베트남의 외교는 프랑스 제국의 보호를 받았다. 사이공은 1862년 프랑스에게 압수당해 프랑스령 코친차이나의 수도라고 선언되었다. 전체적으로 이 조약은 최초 〈사이공 조약〉의 조약의 원칙을 재확인한 것이었다.
최초의 사이공 조약은 1862년 월 5일 프랑스와 안남의 트득제 사이에 서명되었다. 이 조약에는 사이공과 풀로 콘도르(Poulo Condor) 그리고 3개의 남부 성을 프랑스에게 할양하여 코친차이나로 알려진 곳을 만드는 것이었다. 이 최초의 조약은 1863년 4월 14일에 서명된 두번 째 조약으로 확정되었다. 이 조약에서 3개의 무역항을 개항하고, 포교의 자유를 보장하며, 프랑스 당국이 베트남의 외교를 관장하는 것이었다. 또한 이 조약에 의해, 사이공은 프랑스령 인도차이나의 수도로 선언되었다.
전년에 사이공 조약을 확정한 후에 조약의 협상의 일부로, 안남의 사절이 1863년 파리로 여행했다. 사절단장은 프랑스가 조약의 조건을 보장해주지 않자 베트남으로 돌아오는 길에 자결을 했다.

## 같이 보기
- 사이공 조약